# District d'Aitape-Lumi
Le district d'Aitape-Lumi est un district de la province de Sandaun en Papouasie-Nouvelle-Guinée. Sa capitale est Aitape. L'administration provinciale est appelée l'administration provinciale de Sandaun. La capitale provinciale est Vanimo, situé à environ 200 km de la côte nord-ouest.
Aitape et Lumi étaient des districts séparés avant les réformes qui ont fusionné ces deux districts en un seul. Aitape est sur la côte tandis que Lumi est situé à l'intérieur des terres.